# Ильичёвец (спортивный комплекс)
Спорти́вный кры́тый ко́мплекс «Ильичёвец» (город Мариуполь) — крупнейший крытый стадион Украины. Расположен в Приморском районе Мариуполя на проспекте Нахимова. Разрушен в ходе вторжения России на Украину в 2022 году.
Первая очередь нового спорткомплекса сдана 9 мая 2007 года. Размеры здания 168×136 м, высота объекта под аркой — 15 м, в целом — 27 м. Вместимость — 5 500 зрителей. Спорткомплекс построен Мариупольским металлургическим комбинатом.
В комплекс входят:
- футбольное поле с искусственным газоном 105×68 м
- зал борьбы 24×15 м
- зал бокса 24×15 м
- универсальный зал для волейбола и баскетбола 30×18 м
- зал для настольного тенниса 18×19 м
- тренажёрный зал
- открытый корт для тенниса с тремя площадками с искусственным травяным покрытием
- пресс-центр
- вспомогательные помещения

Комплекс оборудован автономной котельной, энергокомплексом, системой очистных сооружений, станцией пожаротушения.

## Галерея

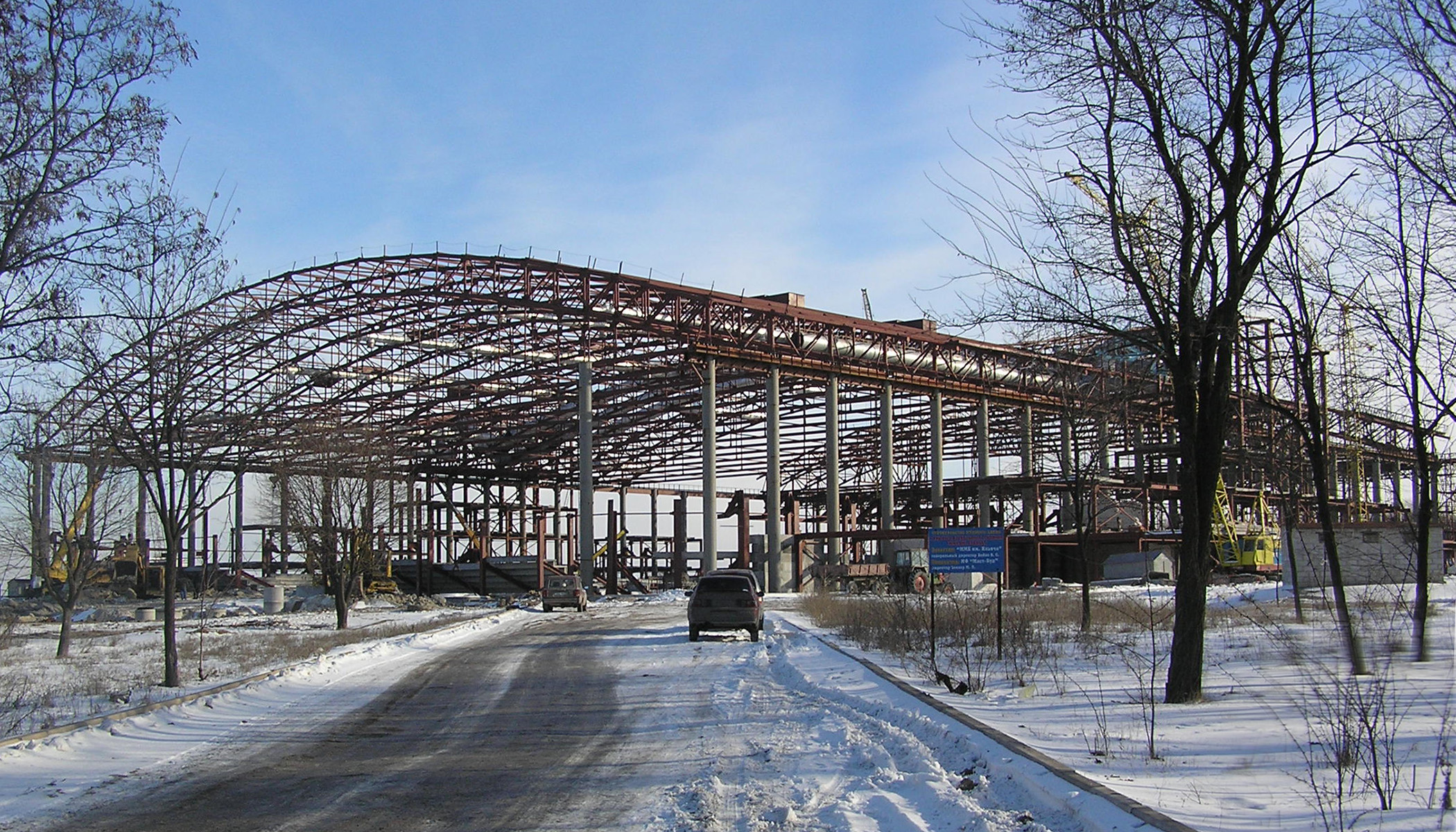
Строительство в феврале 2006
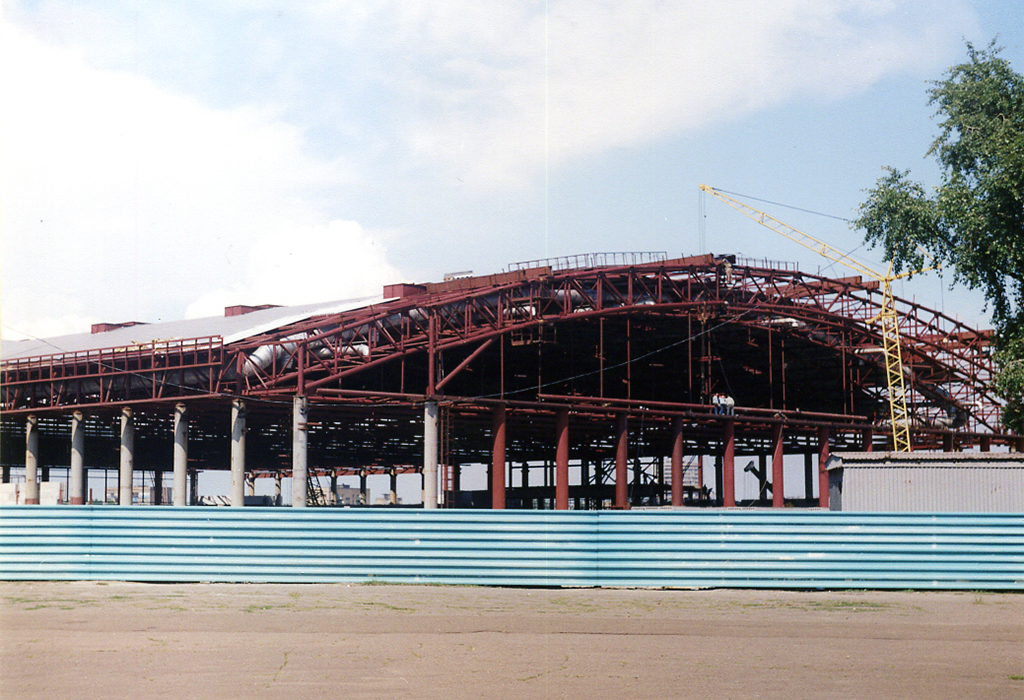
Строительство в июле 2006
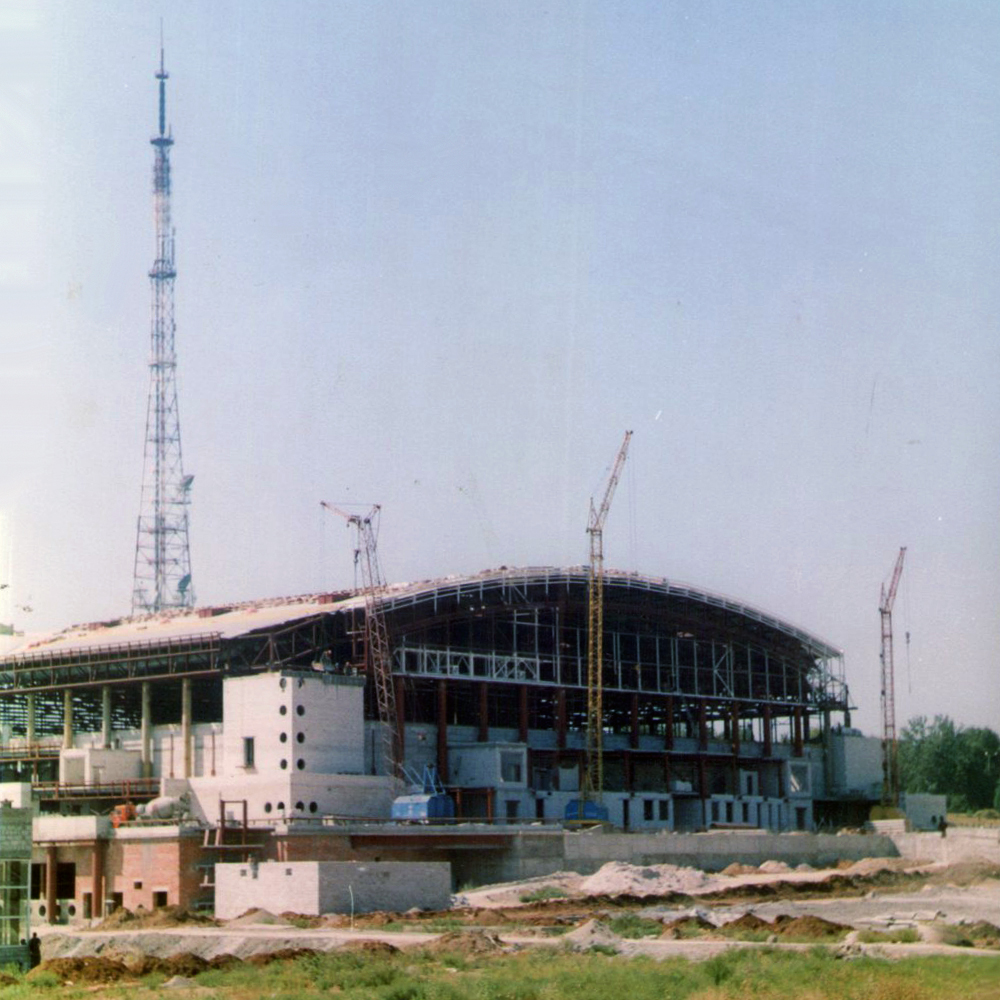
Строительство в сентябре 2006